# Il pugnale di vetro (Edgar Wallace)
Il pugnale di vetro è il quarantaseiesimo libro di Edgar Wallace, scritto nel 1925, dopo Il mago e prima di Condanna a vita.

## Trama
Il dottor Arnold Everhsam riceve la visita di Guenda Guilford, una ragazza di Sacramento, venuta per trovare lo zio scomparso nel 1910 e ora tenuto prigioniero vicino ad una ferrovia nell'Ovest del Regno Unito. Mentre la riporta in albergo, il dottore scopre di essere seguito da un'automobile verde e poi di una nuova aggressione di Juma, il Terrore di Londra, un possente nero che si crede Re di Bonginda, un villaggio nel Congo. 
Nella notte la ragazza viene aggredita dal bruto, ma salvata da Assalonne Locks, un ladro gentiluomo. Il giorno seguente Guenda va a trovare Ferd Joyner, un avvocato del Trust Building, e conoscente di Oscar Trevors, come il dottor Everhsam, e che promette di aiutarla. Locks va a contrabbandare dei diamanti rubati con il signor Fleet, un uomo d'affari, e i due ricevono la visita inaspettata dell'ispettore Timms, ma non trova nessuna prova contro i presenti.
La sera Bert Lowe, un funzionario del Ministero degli Esteri, ma in realtà investigatore, rincasa e scopre che c'è una nuova inquilina, Guenda Guilford, da Ferd Joyner, suo coabitante. Arriva inoltre un pacco con allegata una lettera di Oscar Trevors per la ragazza, da Firenze, contenente un pugnale di vetro. Guenda riceverà anche un'altra aggressione da Juma, ma verrà salvata questa volta da Lowe. Il giorno dopo quest'ultimo riceve una lettera dal giudice Warren, che lo invita a trascorrere una serata a casa sua per parlare del Terrore. 
Proprio lì Lowe riceverà un'aggressione dal mostro e si troverà il cadavere del giudice. Nella sua casa l'investigatore troverà dei documenti riguardanti Clark e Kinton, due evasi, e che torneranno utili nel corso della vicenda. Kinton è un ladro che porta cammei sulle dita, e interrogherà Locks su questo punto, perché lui conosce molti detenuti e molti che fanno la sua stessa professione, ma questi negherà qualsiasi collegamento. 
In realtà lui sa chi è, e cioè Fleet, che li farà sparire velocemente. La sera il dottor Eversham riceve un'aggressione da parte di Juma e viene ferito. Bert Lowe scoprirà delle tracce di pneumatici sporchi di bianco, segno di un manto stradale lontano da Londra.
Il giorno dopo, Bert Lowe si intrufola nell'ufficio di Fleet nel Trust Building scoprendo un telefono segreto e ascoltando una conversazione su Juma fra Marc Fleet e un uomo misterioso. Lowe inseguirà anche un vagabondo che si rivelerà essere Oscar Trevors, segno che è riuscito a fuggire dalla prigionia. Fleet riceve una telefonata nella quale sa di dover uccidere l'evaso. William Smith, alias Bert Lowe, il giorno dopo, riceve la visita del signor Malling e della figlia Norma, parenti di Ferd, che lo avevano consigliato a Guenda. 
L'investigatore intercetta una telefonata di Fleet venendo a sapere che un uomo è incaricato di scoprire la conversazione fra i tre. Lowe scambia Ferd per la spia, ma si corregge subito dopo. Mary Cole, alias Mary Fleet, segretaria e moglie dell'uomo d'affari, chiama per sbaglio Al Clarke, un amico di suo marito, e quest'ultimo le dice di fuggire per salvarsi, perché ha appena combinato un guaio, e di imbarcarsi a Dover. Eversham si salva dall'avvelenamento del suo pasto da parte di una cameriera che svanirà nel nulla.
Lowe riceve una lettera da Trevors per incontrarsi proprio sul molo dove deve partire la donna, e Ferd gli riferisce di aver visto questa fuggire in auto, e Bert si dirige a casa sua, dove scopre che due uomini erano venuti per ucciderla. La sera Mary Cole viene aggredita da Juma ma salvata da Bert Lowe. Poche ore dopo anche Fleet sta per ricevere una visita dal mostro, ma si salverà sbattendo una sedia sulla mano aggrappata al davanzale. L'investigatore gli annuncerà il salvataggio della moglie e verrà a sapere della mancata aggressione. Nel corso della serata Oscar Trevors si presenterà a casa di Lowe, ma verrà ucciso da un pugnale di vetro sotto gli occhi dei presenti. 
Il giorno dopo, Marc Fleet si presenta a casa del dottor Eversham e gli ruba due fiale del potente veleno X37, un composto di Cannabis indica. Si decide poi, ora che Oscar Trevors è morto, di far trasferire l'ereditiera Guenda Guilford in Australia, dove potrebbe salvarsi. Basandosi su una lettera dello zio, si scopre il rifugio segreto dove fu tenuto prigioniero e dove riposava Juma, cioè una vetreria in un quartiere povero di Londra, ma non ci sono tracce del Terrore. Al Clarke viene preso per essere colui che ha ideato i delitti.
Il signor Malling vuole ripartire per l'America con la figlia, Ferd e Guenda, ma Bert Lowe glielo impedisce. Il signor Evans, centralinista segreto nel Trust Building, ascolta una telefonata fra Al Clarke e Fleet e viene scoperto. Jennings, il cameriere di Lowe, visita l'uomo d'affari per chiedere un prestito. Nella serata, Bert Lowe scopre che è accaduto un furto di lettere sul piroscafo Arabia e Marc Fleet viene avvelenato e muore.
Il giorno seguente, Norma Malling viene rapita per errore al posto di Guenda. Viene prima trasportata nella vetreria e poi vicino ad un manicomio a Colfort. Ma Bert Lowe aveva cosparso di polvere d'anaci il pavimento della vetreria e così può esserci una chance per il ritrovamento di Norma. Mary Cole, intanto, scopre di essere proprietaria di una villetta, Fairlawn, che vuole vendere, e vede nella finestra della casa un uomo, che non sa essere Al Clarke. I rapitori di Norma, accortisi del malinteso, le fanno scrivere una lettera di ricatto per il padre. 
Mary Cole confida a Ferd di essere venuta a sapere che Jennings, il cameriere di Lowe, è in realtà un ex carcerato. Il giorno dopo, dalla finestra della sua cella, Norma fa conoscenza del vero Al Clarke, che  viene tenuto prigioniero nel manicomio, e rendendosi conscia che c'è un impostore dietro la catena di delitti. Bert Lowe e il sergente Parker seguono la pista e raggiungono i pressi del manicomio, scoprendo una capanna nel bosco, che è il rifugio di Juma, ma di lui non v'è traccia.
Il giorno seguente, il dottor Eversham confida a Bert di esser venuto a conoscenza che Jennings era a servizio di un editore che fu poi ucciso. Il cameriere vuole mostrare dei libri famosi e antichi a Guenda, contenuti in una cassetta di legno. Dopo sei giorni, Norma Malling e Al Clarke fuggono dal manicomio inseguiti da Charlie e Kate, i sorveglianti della loro prigionia. L'uomo fuggirà mentre la ragazza verrà catturata e poi liberata, ma verrà presa Guenda. Bert Lowe rintraccia però l'auto e libera l'ereditiera. Più tardi, dirà a Locks di intraprendere un furto nella casa di un uomo. La sera, il dottor Eversham uccide Juma nel corso di un'aggressione.
Il giorno dopo, Bert Lowe è pronto per rivelare il nome dell'ideatore degli assassini a tutti. E così, mentre fa entrare Al Clarke in casa, si scopre che in verità e lui il dottor Eversham, e che quello conosciuto finora è un impostore ed è il vero mandante.